# Scooby-Doo! In vacanza con il mostro
Scooby Doo! In vacanza con il mostro (Scooby-Doo! Haunted Holidays) è un episodio speciale in DVD della serie animata Scooby-Doo. È preceduto da Scooby-Doo - I giochi del mistero e seguito da Scooby-Doo! e il mistero del granturco.
Questi episodi speciali sono stati creati con l'utilizzo della tecnica d'animazione usata anche negli ultimi film in DVD della serie. In questo caso, l'episodio è stato pubblicato in occasione delle festività natalizie.

## Trama
Scooby e la gang partecipano ad una sfilata di Natale in onore di un negozio di giocattoli ma Havros, il proprietario, si comporta in modo strano. Dopo aver subito un attacco da parte di un mostro di neve, scoprono, tramite Fabian, il figlio del proprietario, che l'uomo che abitava di fronte al negozio si trasformò in un mostro di neve impossessandosi di Havros. La gang indaga e scopre che dietro alla storia del mostro si nasconde Fabian, che voleva impossessarsi dei guadagni del negozio.